# U-19-Fußball-Asienmeisterschaft 1985
Die 23. U-19-Fußball-Asienmeisterschaft wurde 1985 in Abu Dhabi (Vereinigte Arabische Emirate) ausgetragen. Das Turnier begann am 15. März und endete am 22. März. Sieger wurde China. Der Turniersieger qualifizierte sich zusammen mit dem Zweitplatzierten Saudi-Arabien für die Junioren-Weltmeisterschaft 1985.

## Qualifikation
Die gemeldeten Mannschaften ermittelten in zwei regionalen Gruppen die vier Teilnehmer. Als Finalort wurde Abu Dhabi festgelegt.
- Volksrepublik China
- Saudi-Arabien
- Thailand
- Vereinigte Arabische Emirate (Gastgeber)

## Modus
Die vier Mannschaften spielten eine Einfachrunde. Für einen Sieg gab es zwei Punkte, für ein Unentschieden einen Punkt.

## Verlauf
China und Saudi-Arabien starteten beide mit Siegen ins Turnier. Saudi-Arabien konnte sein Spiel höher gewinnen und übernahm dadurch die Tabellenspitze. Am zweiten Spieltag trafen sie aufeinander und trennten sich mit 2:2. Die Vereinigten Arabischen Emirate konnten ihre Chancen durch einen 7:1-Erfolg über Thailand wahren, während letztere bereits keine Chancen mehr besaßen. Am letzten Spieltag besiegte China zunächst Thailand mit 2:1. Im letzten Turnierspiel trennten sich die Emirate und Saudi-Arabien mit 2:2, wodurch China Asienmeister wurde.

## Tabelle
| Pl. | Verein                       | Sp. | S | U | N | Tore    | Diff. | Punkte |
| --- | ---------------------------- | --- | - | - | - | ------- | ----- | ------ |
| 1.  | Volksrepublik China          | 3   | 2 | 1 | 0 | 005:300 | +2    | 05:10  |
| 2.  | Saudi-Arabien                | 3   | 1 | 2 | 0 | 008:500 | +3    | 04:20  |
| 3.  | Vereinigte Arabische Emirate | 3   | 1 | 1 | 1 | 009:400 | +5    | 03:30  |
| 4.  | Thailand                     | 3   | 0 | 0 | 3 | 003:130 | −10   | 0:60   |

|               |   |               |     |
| 15. März 1985 |   |               |     |
| China         | – | V.A.E.        | 1:0 |
| 16. März 1985 |   |               |     |
| Saudi-Arabien | – | Thailand      | 4:1 |
| 18. März 1985 |   |               |     |
| China         | – | Saudi-Arabien | 2:2 |
| 19. März 1985 |   |               |     |
| V.A.E.        | – | Thailand      | 7:1 |
| 21. März 1985 |   |               |     |
| China         | – | Thailand      | 2:1 |
| 22. März 1985 |   |               |     |
| V.A.E.        | – | Saudi-Arabien | 2:2 |

## Ergebnis
China wurde zum ersten Mal Asienmeister und qualifizierte sich zusammen mit Saudi-Arabien für die Junioren-Weltmeisterschaft 1985 in der Sowjetunion. Dort schloss der Asienmeister seine Vorrundengruppe hinter Mexiko auf dem zweiten Platz und zog ins Viertelfinale ein, schied dort aber gegen die Gastgeber aus. Saudi-Arabien schied in der Vorrunde hinter Brasilien und Spanien als Drittplatzierter aus.